# Kamada
Kamada Ltd. — израильская биофармацевтическая компания, специализирующаяся на разработке, производстве и маркетинге белков в качестве лекарственных средств. Штаб-квартира и лаборатории компании расположены в парке Института Вейцмана в Реховоте. Производственное предприятие расположено в кибуце Бейт-Кама.
Компания производит около 10 инъекционных препаратов и продает их более чем в 15 странах мира.

## История
Камада была основана в 1990 году Дэвидом Цуром, Ральфом Ханом и компанией «Kamapharm Ltd.», которая полностью принадлежала кибуцу Бейт-Кама. До этого времени Камафарм производил альбумин, а её производственные мощности были полностью приобретены «Камадой» в 1999 году (35%) для компания, принадлежащая Хану и другому инвестору, за 2,5 миллиона долларов. Хан и Цур возглавили компанию к началу 2013 года. Первое публичное размещение акций компания провела в 2005 году на Тель-Авивской фондовой бирже.
Камада является членом индекса Biomed на Тель-Авивской фондовой бирже, а по состоянию на декабрь 2012 года её акции были включены в индекс Тель-Авив 100.
В 2012 году компания заняла 456-е место среди 500 наиболее быстрорастущих компаний Европы (и 15-е место в Израиле) согласно индексу Deloitte, основанному на их доходах в 2007–2011 годах.
В мае 2014 года компания объявила, что не достигла цели, установленной на исследование наследственной эмфиземы дыхательных путей.  После провала эксперимента рыночная стоимость компании упала за год с 500 миллионов долларов до 150 миллионов долларов.
В 2020 году в США была основана компания «Kamada Plasma», специализирующаяся на сборе человеческой плазмы.

## Продукты

### Альфа-1-антитрипсин для инфузий (AAT IV)
Флагманским продуктом Камады является Глассия, одобренный FDA для лечения дефицита альфа-1-антитрипсина. Активным ингредиентом препарата является белок альфа-1-антитрипсин, предназначенный для пациентов с генетическим дефицитом этого белка. Фирма имеет стратегическое соглашение с «Baxter International» о маркетинге, распространении и лицензировании препарата в США.

### Производство иммуноглобулинов
Компания разработала технологическую платформу для производства специфических иммуноглобулинов (IgG). Он вырабатывает специфические антитела против вируса бешенства, а также препарат для лечения гемолитической желтухи новорожденных — заболевания, вызываемого резус-отрицательным у плода.
Компания сотрудничает с Министерством здравоохранения Израиля, в рамках которого установила стандарт GMP на производство сыворотки против змеиного яда. Продукт производится из сыворотки гипериммунных лошадей.
Компания имеет стратегическое соглашение с «Kedrion Pharmaceuticals» о разработке и маркетинге антирабического иммуноглобулина КамРаб в США. 